# St. Laurentius (Pfaffenhofen bei Altomünster)

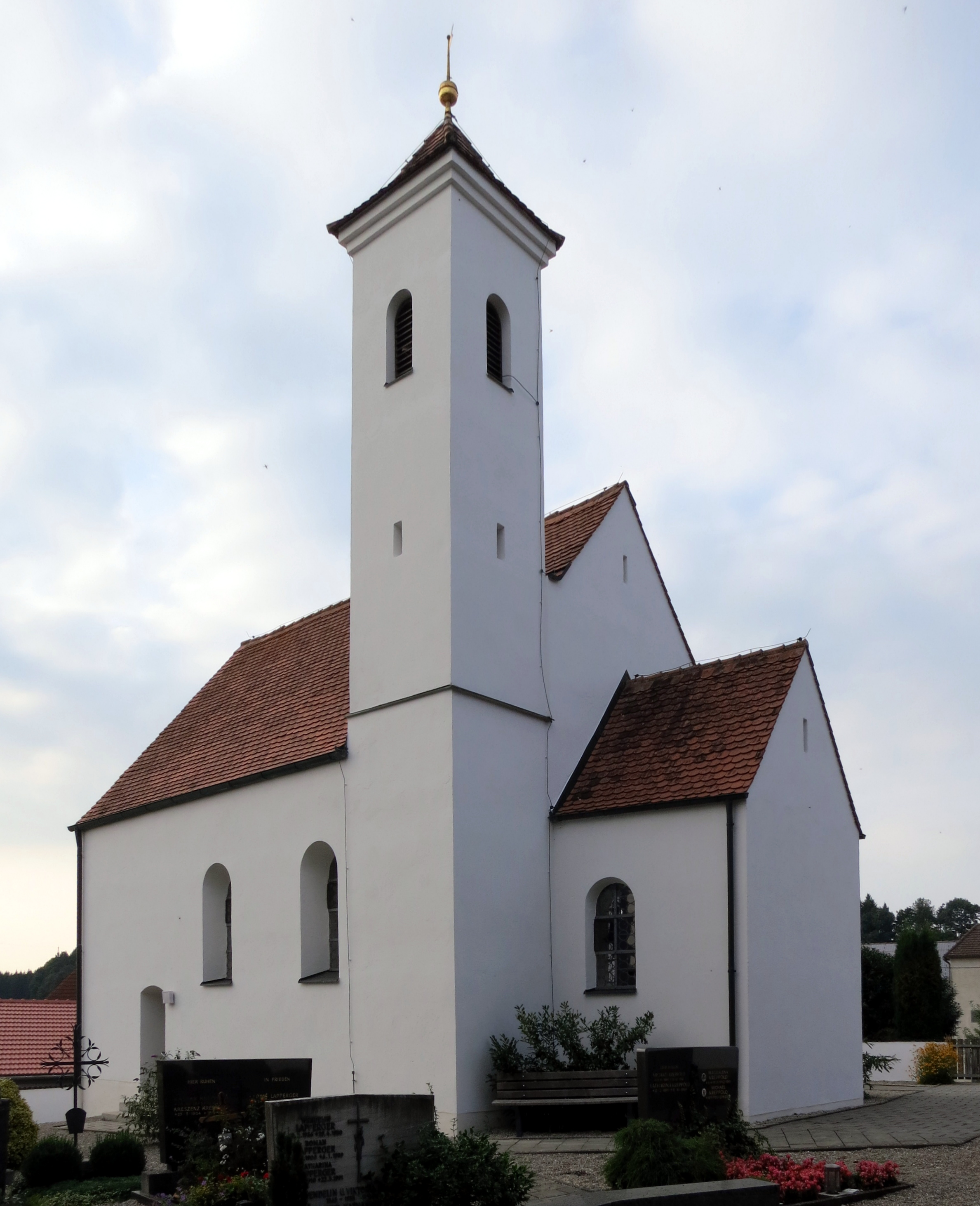
St. Laurentius in Pfaffenhofen

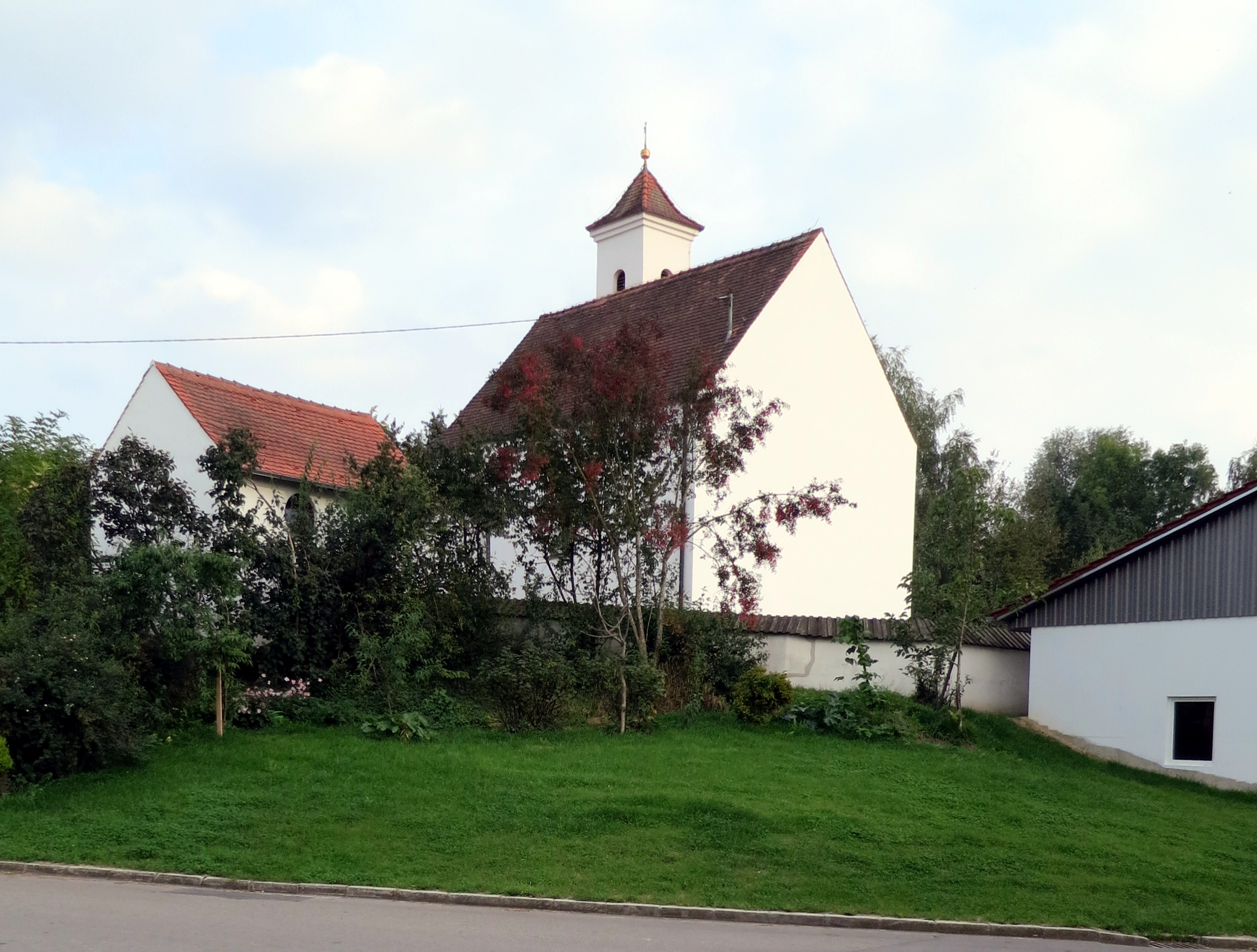
Der Kirchenhügel

Die Filialkirche St. Laurentius steht im Ortsteil Pfaffenhofen der Marktgemeinde Altomünster im Landkreis Dachau (Bayern). In dieser Kirche befindet sich ein seltenes Relikt aus der Römerzeit, der sogenannte Römerstein. Die Kirche ist ein eingetragenes Baudenkmal mit der Aktennummer D-1-74-111-56 und steht unter Denkmalschutz.

## Geschichte

### Frühe Freisinger Matrikel
Eine Kirche stand in Pfaffenhofen wohl schon um 1300. Dafür spricht, dass Teile des heutigen Kirchenbaus, das untere Mauerwerk, noch aus romanischer Zeit stammen. In der Konradinischen Matrikel von 1315 ist Pfaffenhofen nicht ausdrücklich erwähnt. Doch bei der Pfarrei Sielenbach heißt es, sie habe eine Filiale ("Sielenpach... habet I filiam"). Da auch zweihundert Jahre später, in der Sunderndorfer'schen Matrikel  von 1524, die Pfaffenhofener Kirche als einzige Filiale von Sielenbach bezeichnet wird, dürfte sie es 1315 ebenfalls gewesen sein. In dieser Matrikel von 1524 ist übrigens auch die erste Erwähnung des Kirchenpatrons St. Laurentius zu finden ("Silapach         habet unam filiam ecclesiam s.Laurentii in Pfaffenhouen").

### Visitationsbericht von 1560
Im Jahr 1560 hatte der Freisinger Bischof Moritz von Sandizell auf Druck des bayerischen Herzogs Albrecht V. eine Visitation, eine umfassende Überprüfung aller Pfarrer und Pfarreien angeordnet.
Die Visitation wurde durch bischöfliche und durch herzogliche Bevollmächtigte durchgeführt. Grund war die durch die Reformation Luthers (1517) entstandene religiöse Unruhe, die jedenfalls in Teilen des Bistums zur Zerrüttung des geistlichen Lebens geführt hatte. Durch die Visitation wollte der Bischof einen detaillierten Einblick in die religiöse Situation der Pfarreien gewinnen. Insbesondere sollte festgestellt werden, ob die Pfarrer und die Gläubigen noch die katholische Lehre vertraten oder der neuen Lehre anhingen. Daneben interessierte die Prüfer die Lebensführung der Pfarrer sowie Umfang und Qualität ihrer religiösen Kenntnisse.

### Umbau 1650
Ein größerer Umbau fand um 1650/70, kurz nach dem Dreißigjährigen Krieg statt. Vielleicht hatten Kriegsschäden dazu gezwungen, denn die Gegend wurde damals schwer von Krieg (und der Pest) heimgesucht. Bei diesem Umbau wurde die Kirche auch in barockem Stil ausgestattet.

### Schmidt'sche Matrikel
In den Jahren 1738/40 hatte der Freisinger Kanonikus Schmidt alle Pfarreien des Bistums Freising besucht und in der nach ihm benannten Schmidt'schen Matrikel auch die Filialkirchen kurz beschrieben. Zur "Ecclesia filialis s.Laurentii in Pfaffenhofen" bemerkt er, die Kirche sei ein ruinöser (=reparaturbedürftiger) Bau (Ecclesia haec ruinosae structurae). Damals hatte sie nur einen Altar (habet aram unam), der natürlich dem Kirchenpatron Laurentius geweiht war. Gottesdienste fanden am Laurentiusfest (10. August) statt, an dem Patrozinium und Kirchweih gefeiert wurde, sowie am frühen Morgen des Weihnachtsfestes. Am Friedhof stand ein Beinhaus. Eine Sakristei war nicht vorhanden. Im Turm hingen zwei geweihte Glocken. Die Einnahmen verwalteten der Pfarrer von Sielenbach und der Landpfleger von Aichach.
In den folgenden Jahrzehnten und Jahrhunderten wird die Kirche wohl des Öfteren renoviert worden sein. Jedenfalls sind die beiden Seitenaltäre erst nach 1740 errichtet worden.

### Neuzeit
Die letzte grundlegende Restaurierung fand 1972/1973 statt, dabei wurde die an den Chorraum angebaute Sakristei abgebrochen. Die Neuweihe vollzog am 10. März 1973 Weihbischof Graf Heinrich von Soden-Fraunhofen.

## Architektur
Der untere Mauerbereich (bis zur Höhe von drei Metern) ist doppelt so dick wie das darüber liegende Mauerwerk. Dieser Teil stammt wohl noch aus dem 13. Jahrhundert. Die einschiffige Kirche hat einen stark eingezogenen Rechteckchor, südöstlich am Langhaus steht ein schlanker Turm mit Zeltdach.

## Ausstattung
Im Chor steht ein Laurentius-Altar, der linke Seitenaltar ist der hl. Maria (Mariakönigin) und der rechte dem hl. Leonhard geweiht.
Einige bemerkenswerte Skulpturen schmücken die Kirche:
- eine spätgotische Skulptur des hl. Laurentius (1450),
- eine schlichte romanische Pietà,
- ein naiver Laurentius (mit Rost), vermutlich aus der romanischen Stilepoche,
- Maria Magdalena mit Salbungsgefäß (1670/80),
- eine spätgotische Figur des hl. Vitus.[1]

## Römerstein
Eine Besonderheit ist der sog. Römerstein, das herausragendste Zeugnis der Römerzeit im gesamten Landkreis Dachau. Es handelt sich um ein Würfelkapitell, das ein römisches Grabdenkmal des 3. oder 4. Jahrhunderts bekrönte. Das Denkmal dürfte an der Römerstraße gestanden sein, die aus Richtung Petersberg kommend und nach Augsburg führend in der Nähe vorbeilief. Dieser Römerstein soll 1905 in der Kirche von Wollomoos entdeckt worden sein.